# 島清興
島左近（1540年6月9日—1600年10月21日），是日本戰國時代及安土桃山時代的武將。出身眾說，前半生成謎的人物。又為嶋姓，俗名清興、號勝猛，父親是島政勝。

## 經歷
傳聞出生於對馬或近畿地方。另一說法是平安時代以後的豪族島氏，每代都擁有清興和勝猛的名號。
左近初為筒井順慶的家老，智勇兼備，在當時與筒井家另一家老松倉重信齊名，稱為左近和右近。1581年，順慶自誅殺吐田館領主遠秀後，左近受順慶分賞其殘餘領地。順慶死後，筒井定次繼承家位，但對於主家漠視義理感到失望以致於與定次不合，最後出走。浪人期間受到羽柴秀次和羽柴秀保的招聘而成為家臣。
1592年，石田三成慕名向左近熱情邀約，以近三成一半俸祿的一萬五千石為酬餉聘用之。三成的領地當年只有四萬石，是非常破格的禮遇，他聘用左近為軍事顧問（身兼兵法師、軍師、家族總管等重要職務）；後因三成受封領地增加，左近俸祿獲增至六萬石，與蒲生賴鄉同為三成最重要的家臣。
左近與德川家重臣柳生宗矩是好友，一次德川家康派柳生説服左近。左近笑道：「大人（三成）是優柔寡斷之人，因此經常招致失敗。如果大人投靠德川大人，固然能安穩地活下去，然而必須低頭迎奉諸大名，這是大人所不願的。請恕我無法背叛大人。」
關原之戰前夕，左近率領一千五百兵在杭瀨川之戰以寡擊眾奮勇殺敵，不畏弓箭、火槍交織的火網，成功地突進，數度打亂敵方攻勢以釣瓶之計成功吸引東軍部隊，並漂亮地擊退了東軍部隊，惟最後仍在關原之戰中戰死。當時敵對陣營的黑田軍士兵回憶錄提到當時左近的勇猛，仍心有餘悸。
另有一說是左近逃離了戰場（當他為黑田長政部隊鐵砲所傷時，其他人們把他送到較安全的地方），至1632年方於京都死去。也有傳聞島左近的遺體，與大谷吉繼一樣，埋在地表很深的地方，所以才沒有找到。
世人對於石田三成所擁有兩項寶物乃指佐和山城和島左近，描繪出左近對於三成所厚待的回報與兩人的關係。

## 遊戲
- 戰國無雙系列 &無雙OROCHI系列（光榮公司開發，山田真一配音）
- 戰國BASARA系列（卡普空開發，中村悠一配音）